# جوئل بوچوچا
جوئل بوچوچا (انگلیسی: Joël Bouchoucha؛ زادهٔ ۳ ژانویهٔ ۱۹۷۶) بازیکن فوتبال اهل فرانسه است.
از باشگاه‌هایی که در آن بازی کرده‌است می‌توان به باشگاه فوتبال سن-اتین و باشگاه فوتبال نیم المپیک اشاره کرد.